# HughesNet
HughesNet — бренд, под которым компания Hughes Network Systems предоставляет услуги спутниковой связи VSAT. Терминалы HughesNet позволяют обеспечить скорость до 48 Мбит/с, доступ в Интернет/Интранет, телефонию, высокую степень защиты системы безопасности. Система Direcway предоставляет пользователям широкий набор мультисервисных услуг.
Компания управляет телекоммуникационными спутниками (Galaxy 11)